# Saint Deamon
Saint Deamon ist eine Power-Metal-Band aus Schweden.

## Geschichte
Die 2006 in Schweden gegründete Band Saint Deamon geht aus den Mitgliedern Ronny Milianowicz (ex-Dionysus), Nobby Noberg (ex-Dionysus), Toya Johansson und Jan Thore Grefstad (ex Highland Glory) hervor.
Alle Bandmitglieder verfügen über langjährige Bühnen- und Studioerfahrung, allen voran Schlagzeuger Ronny Milianowicz, der bereits mit Hammerfall, Cans, Primal Fear und Sinner zusammenarbeitete.
Das Debütalbum In Shadows Lost from the Brave wurde mit dem bekannten Produzenten Jens Bogren aufgenommen, der bereits für verschiedene Metal-Größen wie Hammerfall, Symphony X, Paradise Lost, Amon Amarth, Opeth oder Katatonia verantwortlich war. Das Album erschien im Januar 2008 auf Frontiers Records.
Anschließend begab sich die Band auf eine ausgiebige Tournee, die sie unter anderem nach Schweden, Norwegen, Österreich, Italien, England und in die USA führte.
Der Nachfolger des 2008 erschienenen Debüts heißt Pandeamonium und erschien am 22. Mai 2009 ebenfalls auf Frontiers Records. Für die Produktion war erneut Jens Bogren in Zusammenarbeit mit Roy Z, der in der Vergangenheit bereits für Größen wie Judas Priest, Halford, Bruce Dickinson oder Helloween tätig war, zuständig.

## Stil
Die Band verbindet Progressive- und Power Metal. Der Gesang ist relativ hoch, aber dennoch merkt man, dass Grefstad „singen kann“.

## Diskografie

### Studioalben
- 2008: In Shadows Lost from the Brave
- 2009: Pandeamonium
- 2019: Ghost
- 2023: League of the Serpent